# Guanaceví
Guanaceví är en kommun i Mexiko.   Den ligger i delstaten Durango, i den centrala delen av landet, 1 000 km nordväst om huvudstaden Mexico City. Antalet invånare är 10 149.
Följande samhällen finns i Guanaceví:
- El Cócono
- El Cebollín
- La Rosilla
- La Lagunita
- Boleras
- Cendradillas